# Spilosoma robustum
Spilosoma robustum là một loài bướm đêm thuộc phân họ Arctiinae, họ Erebidae.